# Richard Heidrich
Richard Heidrich (sinh ngày 27 tháng 7 năm 1896 mất ngày 22 tháng 12 năm 1947), ông là thượng tướng Nhảy dù của quân lực Đức Quốc xã.

### Sách
- Berger, Florian (2000). Mit Eichenlaub und Schwertern. Die höchstdekorierten Soldaten des Zweiten Weltkrieges (in German). Selbstverlag Florian Berger, 2006. ISBN 3-9501307-0-5.
- Fellgiebel, Walther-Peer (2000). Die Träger des Ritterkreuzes des Eisernen Kreuzes 1939-1945 (in German). Friedburg, Germany: Podzun-Pallas. ISBN 3-7909-0284-5.
- Kurowski, Franz. Knights of the Wehrmacht Knight's Cross Holders of the Fallschirmjäger. Schiffer Military. ISBN 0-88740-749-8.
- Patzwall, Klaus D. and Scherzer, Veit (2001). Das Deutsche Kreuz 1941–1945 Geschichte und Inhaber Band II (in German). Norderstedt, Germany: Verlag Klaus D. Patzwall (in German). ISBN 3-931533-45-X.
- Schaulen, Fritjof (2003). Eichenlaubträger 1940 - 1945 Zeitgeschichte in Farbe I Abraham - Huppertz (in German). Selent, Germany: Pour le Mérite. ISBN 3-932381-20-3.
- Scherzer, Veit (2007). Die Ritterkreuzträger 1939–1945 Die Inhaber des Ritterkreuzes des Eisernen Kreuzes 1939 von Heer, Luftwaffe, Kriegsmarine, Waffen-SS, Volkssturm sowie mit Deutschland verbündeter Streitkräfte nach den Unterlagen des Bundesarchives (in German). Jena, Germany: Scherzers Miltaer-Verlag. ISBN 978-3-938845-17-2.